# Karl Eicke
Karl Eicke (* 1. Februar 1887 in Hannover; † 7. Dezember 1959 in Frankfurt am Main) war ein deutscher Organisationsgutachter, Rationalisierungsexperte und Wegbereiter der Informatik.

## Leben

### Studienzeit und Erster Weltkrieg
Eicke stammte aus einer hannoverschen Architektenfamilie. In Hannover hat er auch Ostern 1903 mit 16 Jahren sein Abitur am humanistischen Kaiser-Wilhelm-Gymnasium abgelegt. In den folgenden elf Jahren ermöglichte ihm sein Elternhaus, sich in aller Ruhe auf seinen künftigen Beruf vorzubereiten.
Die gewonnene Freiheit begann Eicke mit einem Jurastudium an der Universität Freiburg im Breisgau, das er zwar schon Anfang 1904 aufgibt (aber später wieder aufnehmen wird). Dies geht aus seiner Exmatrikulation mit juristischem Abgangszeugnis vom 22. April hervor.
Einen weiteren – forstwirtschaftlichen – Studienversuch startete Eicke danach in Thüringen an der Großherzoglich-Sächsischen Forstlehranstalt, der Forstakademie Eisenach. Hier tritt er im Sommersemester 1907 auch in das Forstcorps Silvania ein.
Schließlich begann er 1908/09 ein Architekturstudium an der Technischen Hochschule in seiner Heimatstadt Hannover (jetzt: Universität Hannover), wechselte an die Technische Hochschule in Charlottenburg bei Berlin (jetzt: Technische Universität Berlin) und beendet dort 1912 das Studium als Diplom-Ingenieur. Im Frühjahr 1914 – mit 27 Jahren – promovierte er dort als Dr.-Ing. in der Fachrichtung Architektur. Erst 1917 ward seine Dissertation über Das bürgerliche Wohnhaus in Cottbus veröffentlicht; denn der Erste Weltkrieg unterbrach seine weitere Lebensplanung.
Zu Beginn des Ersten Weltkriegs meldete er sich als Kriegsfreiwilliger und wird Leutnant. Kurz vor Kriegsende 1918 verlor er sein rechtes Auge durch eine Fliegerbombe.
Seine Studentenverbindung, das Forstcorps Silvania in Eisenach, musste nach dem Ersten Weltkrieg den Studienort wechseln und zog 1921 um in die Universitätsstadt Gießen. Die Tradition der Silvania wird seit 1954 vom Corps Rheno-Nicaria Mannheim und Heidelberg nach einem Zusammenschluss beider Corps weitergeführt.

### Gründung der Leibniz-Akademie in Hannover, freiberuflicher Organisationsgutachter und betriebswirtschaftlicher Lehrauftrag an der Universität Frankfurt am Main
Nach Kriegsende schloss sich Eicke dem deutsch-nationalen Lager an. 1919 gründete er als Gegenstück zu den sozialdemokratischen Volkshochschulen die hannoversche Leibniz-Akademie – vergleichbar einer späteren Höheren Handelsschule. Deren Lehrangebot war zunächst auf die Aus- und Weiterbildung von Ingenieuren ausgerichtet, ward aber später um Kurse für Handelswissenschaft und Verwaltungstechnik – insbesondere Organisation und Betriebsführung - erweitert. Diese frühe Form der Betriebswirtschaftslehre erweiterte Eicke wiederum durch ein Ergänzungsstudium der Volkswirtschaftslehre und der Rechtswissenschaft, der er sich schon kurz nach seinem Abitur gewidmet hatte. Die Leibniz-Akademie führte er von 1920 bis zu seinem Ausscheiden 1922 als Direktor dieser Lehranstalt mit dem Titel Geschäftsführendes Direktoriumsmitglied.
Anfang 1923 trat Eicke als Angestellter in die Wuppertaler Textilfabrik Alb & E. Henkels Cie. ein. Hier war er erstmals an der betriebswirtschaftlichen Reorganisation eines Unternehmens beteiligt. Hierbei führte er die Lochkartentechnik mit Hollerith-Maschinen ein.
1925 machte sich Eicke selbstständig, nannte sich Öffentlich bestellter Wirtschaftsprüfer im freien Berufe und war in der Folgezeit insbesondere für Kommunalverwaltungen sowie größere und kleinere Unternehmen tätig – z. B. für:
- 1923–25: den Lokomotivbau der Rheinmetall AG in Düsseldorf.
- 1925: die Albert Küppersbusch GmbH, Küchengerätehersteller in Gelsenkirchen
- 1926–28: die Gesamtverwaltung der Stadt Frankfurt am Main.

1928 wurde an der Universität Frankfurt am Main ein Lehrauftrag für betriebswirtschaftliche Organisationskunde (mit Schwerpunkt Büromaschinentechnik) vergeben. Damit etablierte sich das Fach Betriebswirtschaft erstmals an einer deutschen Hochschule. Eicke – mittlerweile in Deutschland Pionier auf dem Gebiet der Rationalisierung – bekam hierfür am 15. Oktober 1928 die Venia Legendi und wurde Inhaber des Lehrstuhls für Betriebswirtschaftliche Organisationskunde. Für die Geschichte der Informatik in Deutschland ist seine Tätigkeit wegen der besonderen Förderung des Einsatzes von Rechenmaschinen in Betrieben von hoher Bedeutung.
In kurzer Zeit gilt er – auch wegen seiner vielen Veröffentlichungen – als der führende Rationalisierungsexperte in Deutschland.
Eicke trat zum 1. Dezember 1931 der NSDAP bei (Mitgliedsnummer 733.775), später auch der NSV und der SS. Besondere Bedeutung hat in diesem Zusammenhang sein Gutachten zur Reorganisation der Deutschen Arbeitsfront (DAF) vom 31. Juli 1936.

### 1936: Das Gutachten über die Deutsche Arbeitsfront
Dieses vierbändige Gutachten Eickes führte mit den darin enthaltenen extrem kritischen Aussagen in kurzer Zeit zu vielfältigen Kontroversen zwischen der DAF und ihm. Seine drastischen Hinweise auf Misswirtschaft innerhalb der DAF führten zur Nichtanerkennung seines Gutachtens.
Nach Aussage der Familie Eicke wurden schließlich alle 300 vervielfältigten Exemplare des Gutachtens von der DAF-Spitze im Berliner Landwehrkanal versenkt. Das einzige erhaltene Exemplar des Gutachtens befand sich im Nachlass Eickes.

### 1937–59: Der weitere Lebensweg
Auf Druck der DAF wurde Eicke schließlich 1938 von der NSDAP ausgeschlossen. Seine Dozentur an der Universität Frankfurt am Main konnte er schon 1936 wegen seiner Tätigkeit für die DAF nicht wahrnehmen. Am 8. Mai 1939 wurde ihm vom Rektor der Universität mitgeteilt, dass sein Lehrauftrag erloschen sei.
Drei Jahre nach seinem Parteiausschluss wurde Eicke unter Auflagen wieder in die Partei aufgenommen, und er erhielt den Auftrag, 1941 die Kriegsmarinewerft Wilhelmshaven nach allen Regeln betriebswirtschaftlicher Kunst zu durchleuchten.
In der frühen Bundesrepublik konnte Eicke als Rationalisierungsexperte für die Privatwirtschaft erneut Fuß fassen. 1950, bereits im Alter von 63 Jahren, war er als Gutachter der betriebswirtschaftlichen Organisation der IHK Frankfurt am Main tätig. In den folgenden Jahren häuften sich wieder die Aufträge für Eicke, ehe er dann seit Mitte der 50er Jahre seine berufliche Tätigkeit als Unternehmensberater allmählich einstellte.
Während seiner beruflichen Tätigkeit erstellte er rund 140 Gutachten für Firmen unterschiedlicher Branchen, für Kommunalverwaltungen und sonstige Verwaltungen.
Eicke verstarb 1959 im Alter von 72 Jahren.

## Schriften
- Das bürgerliche Wohnhaus in Cottbus. Dissertation Technische Hochschule Charlottenburg bei Berlin (1914). Cottbus: Utech, 1917
- Kaufmännische Organisation und Verrechnungswesen in der Textil-Industrie. Barmen-Elberfeld: Staats-Verlag, 1925.
- Wirtschaftskrise, Organisation, Menschenwirtschaft. Elberfeld: A. Martini & Grüttefien, 1926.
- Buchführung und Bilanz im Rahmen der Organisation einer Kommunalverwaltung (am Beispiel der Stadt Frankfurt am Main). Berlin-Friedenau: Deutscher Kommunal-Verlag, 1928.
- Die Organisation von Krankenanstalten. Leipzig: G. Thieme, 1930.
- Gutachten zur Reorganisation der Deutschen Arbeitsfront, 1936
- Der Pflichtkontenrahmen der gewerblichen Wirtschaft. Berlin: Industrieverlag Spaeth & Linde, 1938, 2. Aufl. 1939.
- Organisationsmittel für Pflichtkontenrahmen und Pflichtkostenrechnung. Berlin: Industrieverlag Spaeth & Linde, 1940.
- Gutachten zur Organisation der Kriegsmarinewerft Wilhelmshaven, 1941.
- Reinigungskrise und betriebswirtschaftliche Organisation. Frankfurt a. M. 1949.
- Arbeitsvorbereitung im Rahmen der betriebswirtschaftlichen Organisation. Wiesbaden: Gabler, 1952.
- Betriebswirtschaftliche Organisationsmittel in der Praxis. Wiesbaden: Gabler 1953.